# Tour do Brasil Volta Ciclística de São Paulo-Internacional 2011
Die 8. Tour do Brasil Volta Ciclística de São Paulo-Internacional (dt. etwa: São Paulo-Rundfahrt) fand vom 16. bis zum 23. Oktober 2011 im brasilianischen Bundesstaat São Paulo statt. Das Rennen gehörte zur UCI America Tour 2012 und war dort in die Kategorie 2.2 eingestuft. Damit erhielten die ersten acht Fahrer der Gesamtwertung und die ersten drei jeder Etappe sowie der Träger des Gelben Trikots des Gesamtführenden nach jeder Etappe Punkte für die America-Rangliste.
Gesamtsieger des Etappenrennens wurde der Einheimische [[José Rodrigues (Radsportler)<José Rodrigues]] (Padaria Real). Er siegte mit 41 Sekunden Vorsprung auf den Zweitplatzierten Flavio Cardoso von Funvic-Pindamonhangaba. Das Podium wurde komplettiert von Cardosos Teamkollegen Tiago Fiorilli. Während des Rennens wurden der Sechste der Gesamtwertung, Elton Silva, sowie seine brasilianischen Landsmänner Flávio Reblin und Wagner Pereira Alves bei einer Dopingprobe positiv getestet. Silva wurde die Einnahme von  Amphetaminen nachgewiesen, Reblin und Pereira ein anaboles Steroid. Alle drei Fahrer wurden nachträglich für die Tour do Brasil disqualifiziert und ihre Ergebnisse aberkannt.

## Teilnehmer
Am Start standen neben drei Continental Teams vor allem Amateurmannschaften aus Brasilien, aber auch aus Argentinien, Chile oder Ecuador. Europa wurde vertreten durch eine dänische Nationalmannschaft. Titelverteidiger Gregolry Panizo nahm 2011 nicht am Rennen teil.
| Continental Teams San Luis Somos Todos Clube DataRo de Ciclismo Funvic-Pindamonhangaba Nationalmannschaften Dänemark Uruguay | Amateurmannschaften FW Engenharia-Amazonas Bike Altolim-Assis-AMEA Velo-Seme Rio Claro OGM-Macul Padaria Real Start Cycling Team São Francisco Saude-KHS-Ribeirão Preto | ADF Liniers Avai-FME Florianópolis GRCE Memorial-Giant São José dos Campos-Cannondale PZ Racing São Lucas Ciclo Ravena Americana Team Panavial BM Suzano-Trotz-Microchift |

## Etappen
Die Rundfahrt startete in Marília nördlich von São Paulo und führte das Feld zuerst nach Osten, nach São Carlos. Von dort aus verlief der Weg nach Süden, bevor die Strecke sich in Sorocaba ostwärts bis zu den Campos do Jordão wandte. Dann ging der Weg zurück nach Westen in die Hauptstadt des Bundesstaates São Paulo.
| Etappe | Tag         | Start–Ziel                         | km    | Typ                 | Etappensieger                     | Gesamtführender    |
| ------ | ----------- | ---------------------------------- | ----- | ------------------- | --------------------------------- | ------------------ |
| 1.     | 16. Oktober | Marília – Bauru                    | 114   | Hügeletappe         | Antonio Nascimento                | Antonio Nascimento |
| 2.     | 17. Oktober | Bauru – São Carlos                 | 178   | Mittelgebirgsetappe | José Rodrigues                    | José Rodrigues     |
| 3.     | 18. Oktober | São Carlos                         | 23,4  | Einzelzeitfahren    | Flavio Cardoso                    | José Rodrigues     |
| -      | 19. Oktober | São Carlos – Rio Claro             | 70    |                     | neutralisierte Überführungsetappe | José Rodrigues     |
| 4.     | 19. Oktober | Rio Claro – Sorocaba               | 179   | Flachetappe         | Roberto Silva                     | José Rodrigues     |
| 5.     | 20. Oktober | Sorocaba – Atibaia                 | 150,2 | Hügeletappe         | Halysson Ferreira                 | José Rodrigues     |
| 6.     | 21. Oktober | Atibaia – Pindamonhangaba          | 183,7 | Hügeletappe         | Roberto Silva                     | José Rodrigues     |
| 7.     | 22. Oktober | Pindamonhangaba – Campos do Jordão | 62    | Bergetappe          | Diego Ares                        | José Rodrigues     |
| -      | 22. Oktober | Campos do Jordão – Campinas        | 250   |                     | neutralisierte Überführungsetappe | José Rodrigues     |
| 8.     | 23. Oktober | Jundiaí – São Paulo                | 72    | Flachetappe         | Roberto Silva                     | José Rodrigues     |